# Férfi súlylökés a 2013. évi nyári európai ifjúsági olimpiai fesztiválon
A 2013. évi nyári európai ifjúsági olimpiai fesztiválon az atlétikai versenyszámok közül a férfi súlylökés versenyeit július 19.-én rendezték Utrechtben.

## Döntő
| H     | Név                 | Nemzet           | 1     | 2     | 3     | 4     | 5     | 6     | E     | Mj |
| ----- | ------------------- | ---------------- | ----- | ----- | ----- | ----- | ----- | ----- | ----- | -- |
| Arany | Konrad Bukowiecki   | Lengyelország    | 20.76 | 19.45 | 20.42 | 20.50 | 21.41 | X     | 21.41 | CR |
| Ezüst | Andrei Rares Toader | Románia          | 18.53 | 18.48 | X     | X     | X     | X     | 18.53 |    |
| Bronz | Leonardo Fabbri     | Olaszország      | 17.39 | 17.76 | X     | 17.32 | X     | 17.16 | 17.76 |    |
| 4.    | Aleksi Jaakkola     | Finnország       | 16.48 | 17.14 | 17.11 | 17.30 | X     | X     | 17.30 |    |
| 5.    | Arminas Ceckauskas  | Litvánia         | 16.87 | 16.46 | X     | 17.24 | X     | 16.87 | 17.24 |    |
| 6.    | Kert Piirimae       | Észtország       | 16.24 | 16.57 | 16.73 | 17.20 | X     | X     | 17.20 |    |
| 7.    | Pavol Zencár        | Szlovákia        | 15.20 | 14.43 | 16.36 | 15.13 | 15.82 | X     | 16.36 |    |
| 8.    | Yannis Tournier     | Franciaország    | 15.56 | 16.31 | 16.25 | X     | X     | X     | 16.31 |    |
| 9.    | Giorgi Mujaridze    | Grúzia           | 15.76 | X     | X     |       |       |       | 15.76 |    |
| 10.   | Vitali Nazaruk      | Fehéroroszország | 14.90 | 14.66 | 14.75 |       |       |       | 14.90 |    |
| 11.   | Huseyin Cumali      | Törökország      | 13.35 | 12.80 | X     |       |       |       | 13.35 |    |